# Richard D. Ryder
Richard D. Ryder es un psicólogo y filósofo británico, creador del término «especismo» en 1970 y activista por los derechos de los animales, convirtiéndose en uno de los pioneros del moderno movimiento de liberación animal.

## Vida
Trabajó en laboratorios de investigación animal, manifestándose posteriormente en contra de la experimentación con animales. Ha escrito y coescrito libros animalistas (en su sentido de seres sintientes) y contribuido con diversos grupos siguiendo esta misma línea. En 1972 se une al Consejo de la Sociedad Real para la Prevención de la Crueldad Animal (RSPCA, sus siglas en inglés). También organizó campañas privadas para detener la caza de nutrias en Gran Bretaña. En 1975 publica su primer libro, un ataque a la experimentación animal, que fue aclamado como "un libro de importancia moral e histórica". Fue el responsable de que en Europa y Gran Bretaña se desarrollara una nueva legislación para proteger a los animales de laboratorio en 1986. Ha aparecido en televisión y realizado giras por Europa, América y Australia en la década de los 80, siempre promoviendo campañas de protección a las ballenas, focas, elefantes y animales destinados a la alimentación humana y manifestándose en contra de los testeos en animales.
Ryder posee un magíster en psicología experimental, y un doctorado en política y ciencias sociales. Fue presidente del grupo Demócrata Liberal de Bienestar por los Animales y postuló al parlamento por el Partido Liberal Demócrata. Es, además, fundador del Eurogrupo, que es, en la Unión Europea, el principal grupo de presión por los animales. Se convirtió más tarde en director del Lobby Político Animal (grupo de investigadores por el bienestar animal para los líderes políticos), Líder de la prohibición de la caza con perros en 2004 y de la Ley General para proteger a los animales en 2006.

## Dolorismo
Él identifica su posición moral actual con el término de painism (dolorismo), concepto acuñado por él en 1985, que representa una corriente de pensamiento fundamentada en la capacidad de sentir, que promueve el respeto por todo ser con capacidad de sentir dolor y el merecimiento de derechos para estos. El dolorismo puede ser visto como la tercera vía entre la posición utilitarismo de Peter Singer y la visión deontológica de los derechos de Tom Regan.